# Pseudopanurgus friesei
Pseudopanurgus friesei är en biart som beskrevs av Timberlake 1973. Pseudopanurgus friesei ingår i släktet Pseudopanurgus och familjen grävbin. Inga underarter finns listade i Catalogue of Life.